# アジマススラスター

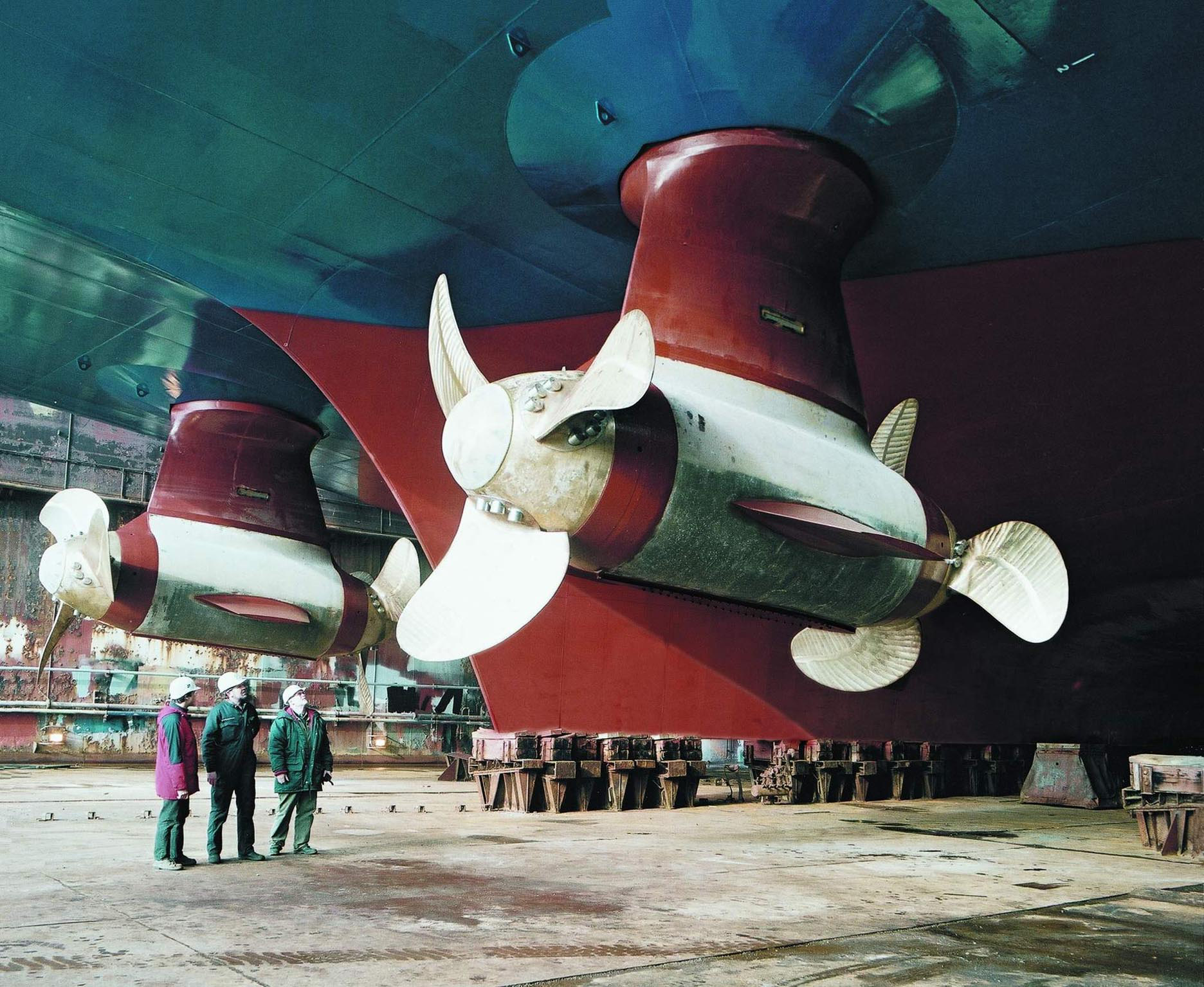
アジマススラスターのポッドとプロペラ

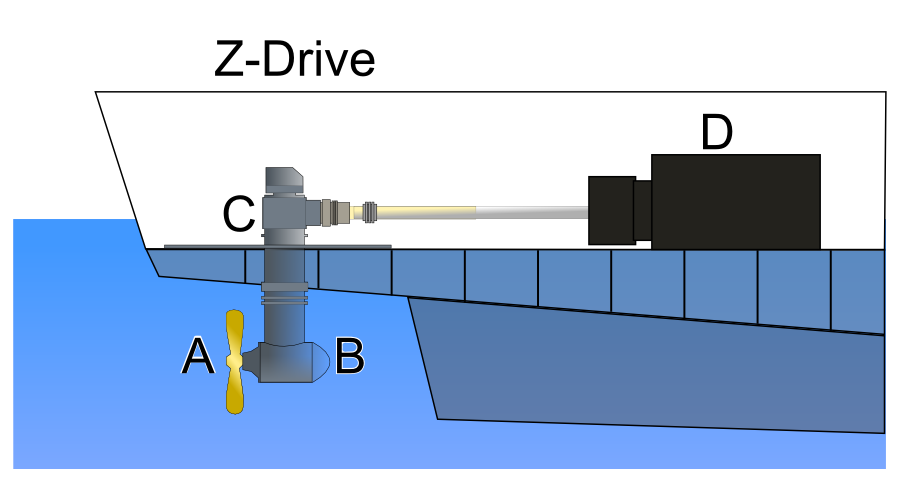
Zドライブを用いたアジマススラスター

アジマススラスター (英: azimuth thruster) は船舶の推進装置の一種で、水平方向に360度回転するポッドにプロペラを装備したもの（アジマスとは方位角の意味）。

## 概要
固定軸プロペラと舵とによる推進と異なり、船を任意の方向に移動させたり、現在位置を正確に維持したりすることができる。そのため、タグボート、掘削船、海底ケーブル敷設船、掃海艇などの作業船に多く採用されるほか、ジョイスティック操作のものがプレジャーボートでシェアを伸ばしている。従来は小回りを必要とする小型の船舶に使用されていたが、近年ではクルーズ客船等にも使用が広がりつつある。
プロペラを駆動する原動機の配置により、大きく二通りに分類される。
- 船内の原動機に直結した動力軸を用いて、動力を機械的に伝達する方式（Zドライブ：推進軸がZ字型に近い配置となることから）
- プロペラと直結した電動機をポッド内に設置し、船内のディーゼルエンジンやガスタービンエンジンで発電した電力を供給する電気推進方式

船尾左右に並べて設置されることが多いが、船首にも設置される場合もある。例えば掘削船ちきゅうは、船首と船尾に各3基のアジマススラスターを装備している。
ゼットペラ (Z-peller)（IHI原動機・旧新潟鐵工所→新潟原動機）、ダックペラ (Duckpeller)（IHI）、Zeus（カミンズ・メルクルーザー・ディーゼル）、IPS（ボルボ・ペンタ）、アジポッド（アセア・ブラウン・ボベリ）、マーメイド（ロールスロイス、電気推進）などの商標で市販されている。

## 得失
アジマススラスターを使用することにより、機動性・操船性が向上する。従来はバウスラスター、スターンスラスター等を装備していても困難であった小半径での旋回や離接岸時の水平移動が可能になるため、大型船舶でも入出港時にタグボートの支援なしで離接岸することができる。
近年、パワーエレクトロニクスの進歩により普及しつつある交流電動機を用いた電気推進との組み合わせにより機械的な伝達軸を廃する事が可能なため、以下の利点がある。
- 流体力学的に船型を最適化でき、減速、伝達機構に起因する機械的損失や整備費用を低減できる。
- 複数の推進器を備える事により機動性、抗堪性が高まる。
- 定点維持が容易で、海洋掘削船など定位置に留まる必要がある用途に特に適する。

反面、従来の伝達軸を使用した推進器に比べて実績が浅い為、アジマススラスターに起因する故障が複数報告されている。